# São Paulo FC (Macapá)
São Paulo FC is een Braziliaanse voetbalclub uit Macapá in de staat Amapá. 

## Geschiedenis
De club werd opgericht in 1988 en nam niet alleen dezelfde naam aan als São Paulo FC, maar ook dezelfde clubkleuren. In 1998 speelde de club voor het eerst in de hoogste klasse van de profcompetitie van het Campeonato Amapaense en speelde daar tot 2003. In 2007 keerde de club terug en is er nog steeds actief. 